# Передел (деревня, Владимирская область)
Передел — деревня Судогодского района Владимирской области России, входит в состав Муромцевского сельского поселения.

## География
Деревня расположена в 6 км на юго-восток от центра поселения посёлка Муромцево и в 10 км на юго-восток от райцентра города Судогда.

## История
В XIX — первой четверти XX века деревня входила в состав Ликинской волости Судогодского уезда, с 1926 года — в составе Судогодской волости Владимирского уезда. В 1859 году в деревне числилось 17 дворов, в 1926 году — 73 дворов.
С 1929 года деревня являлась центром Передельского сельсовета Судогодского района, с 1940 года — в составе Муромцевского сельсовета, с 2005 года — в составе Муромцевского сельского поселения.
Прежде её название было: Малюшино.

## Население
| 1859 | 1926 | 1959 | 1970 | 1979 |
| ---- | ---- | ---- | ---- | ---- |
| 141  | ↗312 | ↘176 | ↘97  | ↘60  |
| 1983 | 2002 | 2010 | 2021 |      |
| ↘55  | ↘45  | ↘32  | ↗35  |      |